# Provinz Abel Iturralde
Abel Iturralde ist die nördlichste und größte Provinz des Departamento La Paz im südamerikanischen Andenstaat Bolivien. Sie trägt ihren Namen zu Ehren des bolivianischen Politikers Abel Iturralde Palacios.

## Lage
Die Provinz liegt am Nordrand der bolivianischen Cordillera Central und wird im Westen durch die Flüsse Río Madre de Dios und Río Heath begrenzt und im Osten durch den Río Beni. Die Provinz grenzt im Norden an das Departamento Pando, im Westen an die Republik Peru, im Süden an die Provinz Franz Tamayo, und im Osten an das Departamento Beni.
Die Provinz erstreckt sich zwischen etwa 11° 48' und 14° 35' südlicher Breite und 66° 55' und 69° 05' westlicher Länge, ihre Ausdehnung von Westen nach Osten beträgt 200 Kilometer, von Norden nach Süden 300 Kilometer.

## Bevölkerung
Die Einwohnerzahl der Provinz Abel Iturralde ist in den vergangenen drei Jahrzehnten auf mehr als das Zweieinhalbfache angestiegen:
| Jahr | Einwohner | Quelle       |
| ---- | --------- | ------------ |
| 1992 | 8 226     | Volkszählung |
| 2001 | 11 828    | Volkszählung |
| 2012 | 18 073    | Volkszählung |
| 2024 | 22 602    | Volkszählung |

46,3 Prozent der Bevölkerung sind jünger als 15 Jahre. (1992)
Der Alphabetisierungsgrad in der Provinz beträgt 83,5 Prozent. (1992)
98,3 Prozent der Bevölkerung sprechen Spanisch, 12,1 Prozent sprechen Quechua, 6,7 Prozent Aymara, und 9,8 Prozent andere indigene Sprachen. (1992)
83,8 Prozent der Bevölkerung haben keinen Zugang zu Elektrizität, 58,7 Prozent leben ohne sanitäre Einrichtung (1992).
87,0 Prozent der Einwohner sind katholisch, 10,6 Prozent sind evangelisch (1992).

## Gliederung
Die Provinz Abel Iturralde untergliederte sich bei der letzten Volkszählung von 2012 in die folgenden beiden Verwaltungsbezirke (bolivianisch: Municipios):
- 02-1501 Municipio Ixiamas – 12.487 Einwohner
- 02-1502 Municipio San Buenaventura – 10.115 Einwohner

## Ortschaften in der Provinz Abel Iturralde
- Municipio Ixiamas
  - Ixiamas 3968 Einw.

- Municipio San Buenaventura
  - San Buenaventura 3089 Einw. – Tumupasa 1827 Einw. – San José de Uchupiamonas 630 Einw. – Caygene 363 Einw. – Eyiyoquibo 233 Einw.